# Maria a'Becket
Maria a'Becket (7 de julio de 1839-7 de septiembre de 1904) fue una pintora estadounidense asociada con la Escuela Americana Barbizon.

## Vida
María Graves Beckett nació en Portland, Maine. Su padre, Charles Beckett (ca. 1813–1866), era  farmacéutico que aprendió a pintar por sí mismo por afición. Fue "el primer nativo de Portland, Maine en tener éxito en el género del paisaje" y "expuso en la American Art Union en 1847, 49 y 50".
Su padre la crio en un entorno artístico. Al mismo tiempo que los ferrocarriles se expandían considerablemente por los Estados Unidos, Beckett trabajó con su padre para ilustrar el material ferroviario promocional de su tío. En 1866, la familia Beckett fue afectada por el Gran Incendio de Portland, un incendio accidental que se inició a partir de los fuegos artificiales del 4 de julio, en una atmósfera seca y de altas temperaturas. Fue el incendio más destructivo en ese momento en la historia de Estados Unidos; consumió alrededor de dos mil edificios y dejó sin hogar a casi diez mil de los trece mil ciudadanos de la ciudad. Este incendio destruyó la casa de la familia Beckett y su farmacia y también se le atribuye la muerte de su padre dos meses después de un “shock paralítico”. Después de esta tragedia, María, su madre y su hermano John se convirtieron al catolicismo. "María y Juan eliminaron la segunda 't' de su apellido y adoptaron "a' Becket", alineándose con el mártir católico inglés Santo Tomás a' Becket".

## Carrera profesional
Fue una de las primeras artistas estadounidenses en estudiar con los maestros de la escuela de Barbizon, conocida por concentrarse en escenarios rurales informales que se ajustan a las concepciones románticas de la naturaleza. Los pintores de Barbizon en Europa, como Théodore Rousseau, Jules Dupre, Camille Corot y Jean-François Millet, se sumergieron por completo en los escenarios naturales que utilizaron como inspiración. William Morris Hunt fue uno de los primeros en adoptar y promover el estilo de Barbizon en Estados Unidos. Hunt había estado estudiando arte en París y estaba buscando una forma más espontánea de enfocar la pintura cuando se encontró con The Sower de Millet y lo compró para exhibirlo en Boston. “La idea de los artistas de Barbizon fue que una práctica más libre de la pintura podría capturar una nueva apreciación de los ritmos espontáneos del paisaje natural”  lo que Hunt abrazó y llevó a Estados Unidos.
Hunt comenzó a dar clase en Boston, a la que se unió Becket, una clase impartida exclusivamente para mujeres; a causa de que la forma francesa de pintar no se consideraba lo suficientemente varonil como para que los hombres estadounidenses quisieran unirse. Becket pasó rápidamente de las enseñanzas de Hunt a la fuente, buscando a Charles-François Daubigny para estudiar con él en el campo al norte de París "probablemente en la primavera y el verano de 1876"; Daubigny fue el precursor y el más consumado de los artistas que se unieron a Corot en la campiña francesa durante los meses de verano. Ella y Daubigny eran muy similares en sus influencias católicas y la práctica de la pintura. Esta conexión llevó a Becket a ser muy cercana a Daubigny y su familia. Se dice que "Beckett sigue a Daubigny en sus pinceladas 'pictóricas' liberadas, parecidas a bocetos, su gama de colores inusual y su elección de escenarios naturales 'humildes' evidentemente ordinarios como tema. Incluso la melancolía frecuentemente citada de Daubigny recuerda la 'tristeza peculiar' que Beckett identificó con su propio trabajo". El paisaje fluvial donde ella y Daubigny estudiaron fue un imán para los artistas del siglo XIX que luego se conocerían como los impresionistas, como Renoir, Pissarro y Monet.
Después Becket vivió en San Agustín, Florida, donde realmente se distinguió como artista. De acuerdo con el tabloide de la sociedad local The Tatler, "tenía su corte con su ingenio y su talento artístico. Los artistas del Hotel Ponce de León entretuvieron a posibles patrocinadores y vendieron sus obras en recepciones de gala de fin de semana donde Becket brilló como una 'brillante conversadora, una deliciosa narradora' cuyo éxito social a veces le impidió abrir su estudio". Hacía exposiciones donde sus pinturas se vendían rápidamente y The Tatler incluso declaró: "Miss a'Becket pinta tan rápido que verla o escuchar el número de ellas que agrega a su colección suena como un cuento de hadas... Miss a'Becket tiene una gran cantidad de hermosos cuadros en exposición que están en constante cambio, es decir, que van pasando a manos de los compradores y otros nuevos que ocupan su lugar”.
Después de la muerte de Becket el 7 de septiembre de 1904, fue descrita como "una pintora de valor desigual, mucha verdad de percepción y, a veces, un vívido sentido del color. Algunos críticos afirman que, en su mejor momento, Marie a'Becket no fue superada por ninguna pintora paisajista estadounidense". The Florida Times Union describió "su éxito al mostrarle al mundo lo que una mujer puede hacer a pesar de las dificultades que habrían llevado a la mayoría de los hombres a la desesperación", y afirmó que su éxito "ha alentado a miles de sus hermanas más débiles en sus luchas para hacerse un lugar".
Se sabe que Henry Flagler compró al menos dos obras de Becket; actualmente se exhiben en el Ala de los Presidentes del Hotel Ponce de León, y en la Sala Flagler, anteriormente conocida como el Gran Salón del Hotel Ponce de León, en Flagler College.
Maria a'Becket exhibió su trabajo en el Edificio de la Mujer en la Exposición Colombina Mundial de 1893 en Chicago, Illinois. Maria a'Becket ayudó a abrirse camino a las mujeres que querían ingresar al mundo dominado por hombres de la pintura profesional en la América del siglo XIX. Pudo hacerlo mientras unía las ideas francesas de vanguardia de la Escuela de Barbizon y de su movimiento hijo, el Impresionismo, en un contexto totalmente estadounidense.

## Galería

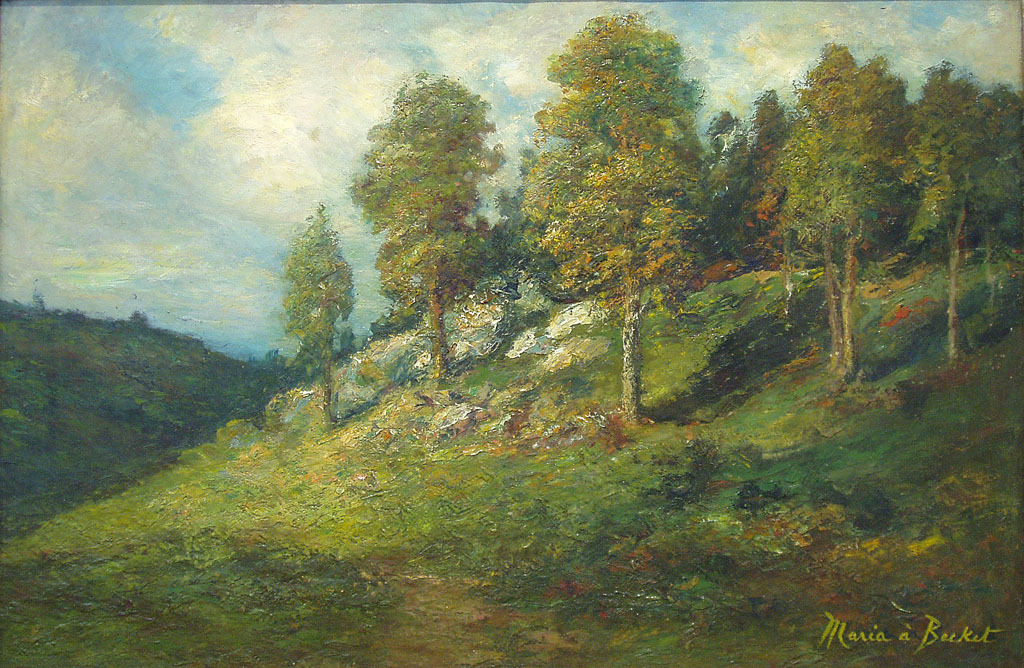
Paisaje de Marie a'Becket en el Museo de Arte de Portland de Maine
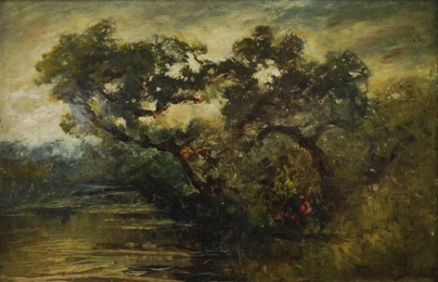
Paisaje fluvial de Marie a'Becket
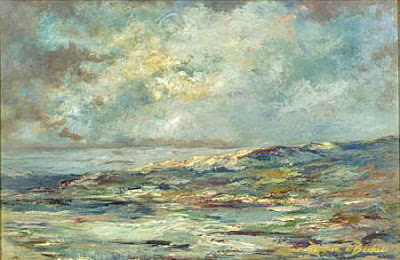
Paisaje marino con olas de Marie a'Becket
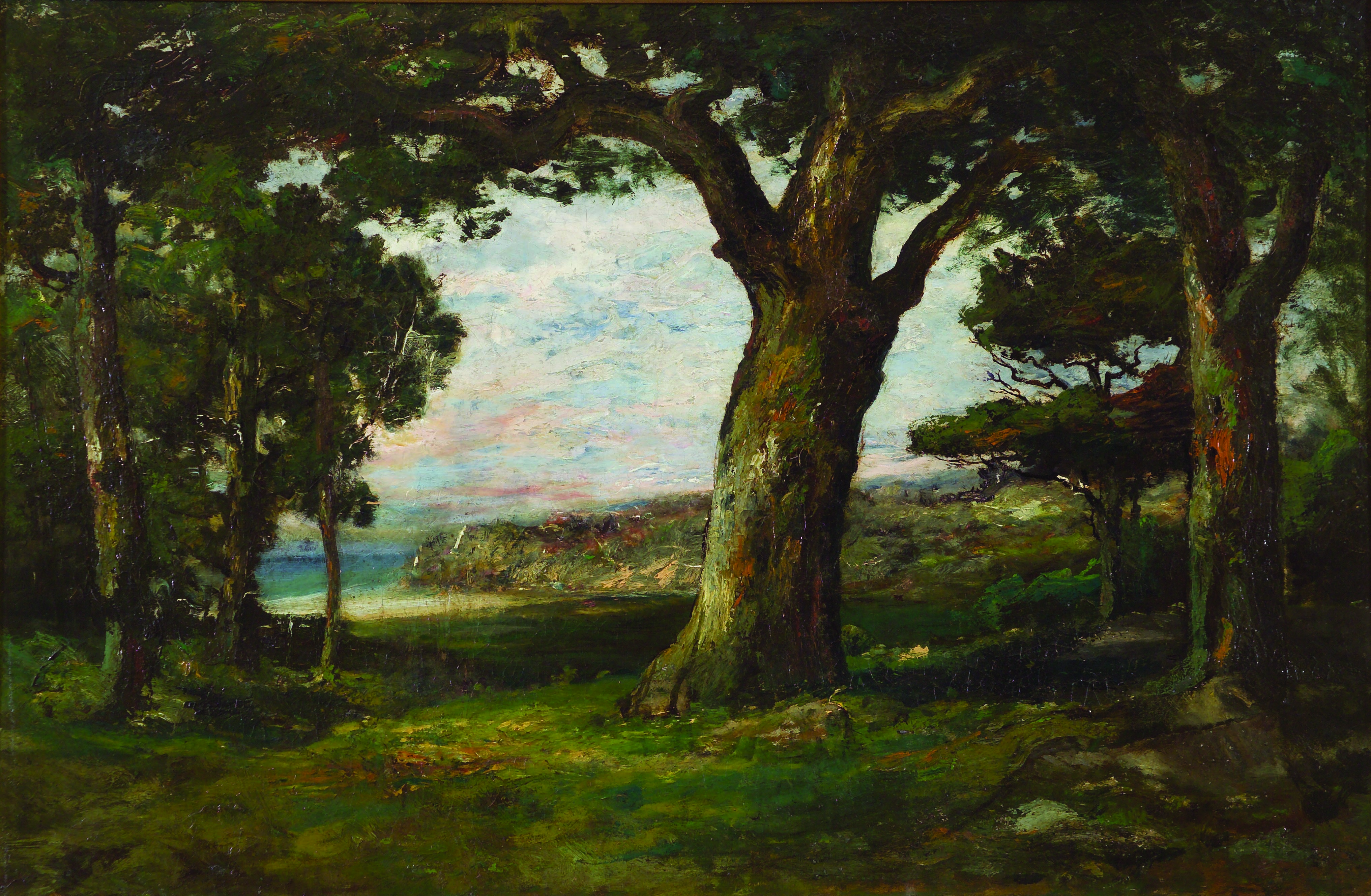
Monarch of the Glen de la artista Marie a'Becket, en la colección privada de Henry Flagler